# Montfaucon, Doubs
Montfaucon är en kommun i departementet Doubs i regionen Bourgogne-Franche-Comté i östra Frankrike. Kommunen ligger i kantonen Besançon-Sud som tillhör arrondissementet Besançon. År 2022 hade Montfaucon 1 608 invånare.

## Befolkningsutveckling
Antalet invånare i kommunen Montfaucon
Referens:INSEE